# Paul Harland-díj
A Paul Harland-díj a legrégebbi holland sci-fi-díj, amely évente kerül kiosztásra a NCSF (Nederlands Contactcentrum voor Science Fiction) égisze alatt a legjobb holland science-fiction/fantasy vagy horrortörténetért, melyek hossza maximum 10 000 szó lehet (2009-ben 12 500 szó). A díj névadója a 2003-ban elhunyt Paul Harland író.
Testvérdíjak: Unleash-díj (2000–6000 szó), Fantastels-díj (12 000 szótól).

## Története
1976-ban osztották először, akkor még King-Kong díj néven. Ezt 1996-ban Millennium díjra keresztelték. Paul Harland (aki többször megnyerte a versenyt) halála után, 2004-ben a díjat róla nevezték el.

## Győztesek
- 1976 – Bert Vos
- 1977 – Peter Cuijpers
- 1978 – Wim Burkunk
- 1979 – Tais Teng
- 1980 – Bert Vos
- 1983 – Gert Kuipers & Jan J.B. Kuipers
- 1984 – Paul Harland & Tais Teng
- 1984 – Peter Cuijpers
- 1985 – Tais Teng
- 1985 – Gerben Hellinga Jr
- 1986 – Vincent van der Linden
- 1987 – Jan J.B. Kuipers
- 1988 – Paul Evenblij
- 1989 – Tais Teng
- 1990 – Paul Harland
- 1991 – Peter Cuijpers
- 1992 – Paul Harland & Mike Jansen
- 1994 – Nico Stikker
- 1995 – Paul Harland & Vincent Hoberg
- 1996 – Dirk Bontes
- 1997 – Jan J.B. Kuipers
- 1998 – Henri Achten
- 1999 – Sophia Drenth
- 2000 – Anne-Claire Verham
- 2001 – Paul Evenblij
- 2002 – Dirk Bontes
- 2003 – Jaap Boekestein
- 2004 – Christien Boomsma
- 2005 – Auke Pols
- 2006 – Christien Boomsma
- 2007 – W.J. Maryson
- 2008 – Boukje Balder
- 2009 – Thomas Olde Heuvelt
- 2010 – Kurt Forel
- 2011 – Boukje Balder
- 2012 – Thomas Olde Heuvelt
- 2013 – Esther Scherpenisse
- 2014 – Erik Heiser

## Fordítás
- Ez a szócikk részben vagy egészben  a   Paul Harland Prijs című holland Wikipédia-szócikk fordításán alapul.  Az eredeti cikk szerkesztőit annak laptörténete sorolja fel. Ez a jelzés csupán a megfogalmazás eredetét és a szerzői jogokat jelzi, nem szolgál a cikkben szereplő információk forrásmegjelöléseként.